# Cosmisoma reticulatum
Cosmisoma reticulatum är en skalbaggsart som beskrevs av Bates 1885. Cosmisoma reticulatum ingår i släktet Cosmisoma och familjen långhorningar.
Artens utbredningsområde är:
- El Salvador.
- Guatemala.
- Honduras.

Inga underarter finns listade i Catalogue of Life.